# Gladiolus meridionalis
Gladiolus meridionalis är en irisväxtart som beskrevs av Gwendoline Joyce Lewis. Gladiolus meridionalis ingår i släktet sabelliljor, och familjen irisväxter. Inga underarter finns listade i Catalogue of Life.